# 多樂省
多樂省（越南语：／）是越南西原的一个省，省莅邦美蜀市，是埃地族、墨侬族等一些少數民族的故鄉。

## 名稱來源
多乐省的名字來源於墨侬语“dak Lak”, 其中“Đắk”泛指河流湖泊，意为“乐湖”。在越南文中拼作“Đắk Lắk”，历史上曾拼作“Darlac”、“Đắc Lắc”、“Đăk Lăk”。

## 地理
多乐省位於海拔六百公尺的多樂高原上。北接嘉莱省，东接庆和省，南接林同省，西接柬埔寨。

## 歷史

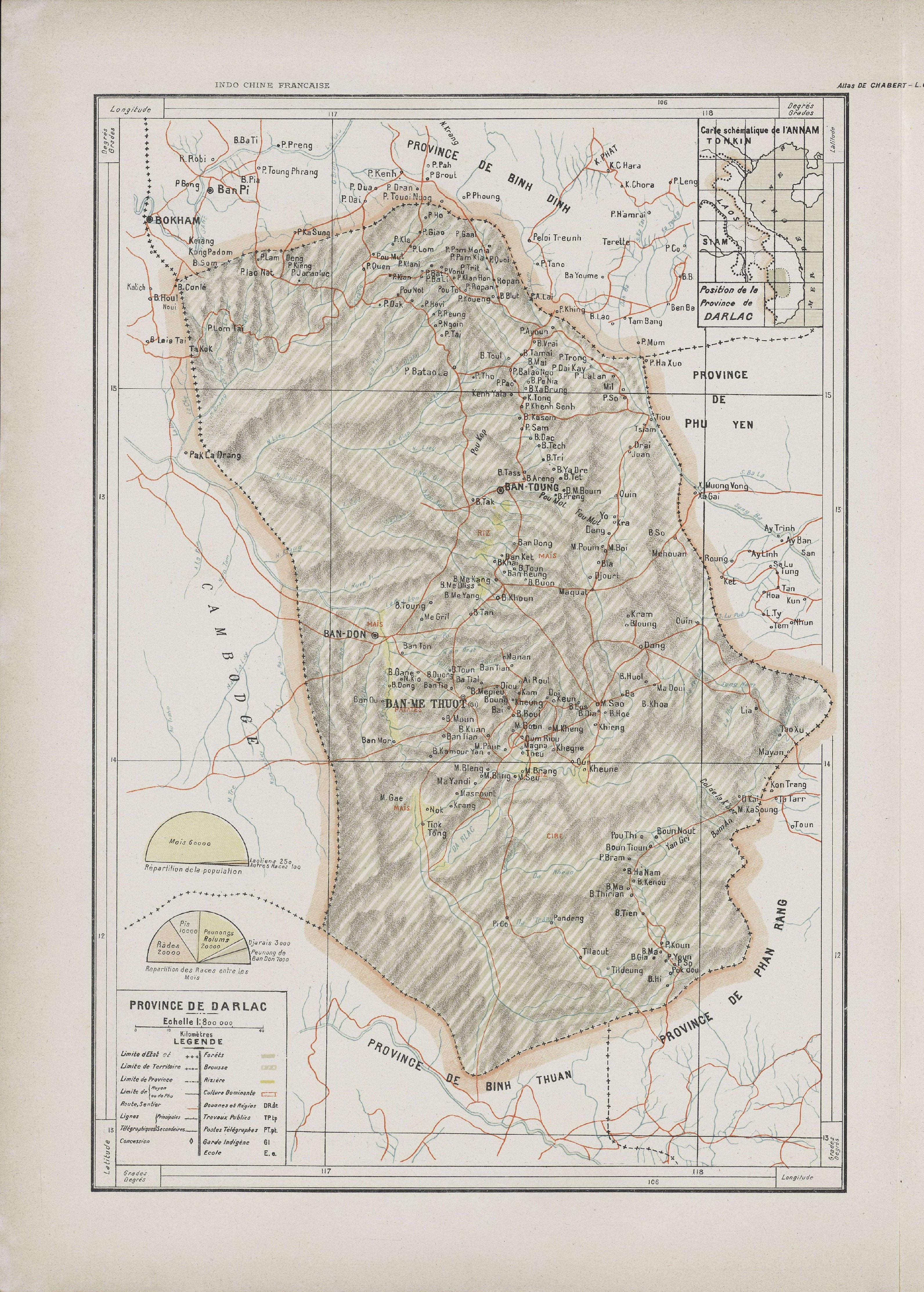
法属印度支那时期的多樂省地图

多乐高原地區原属老挝。1904年11月22日，殖民政府将多乐划归中圻钦使管辖。
1913年2月9日，殖民政府决定在多乐高原设置多乐省，但最终并未设立新省，而是在多乐高原设置班迷属代理座，划归崑嵩省管辖。
1923年7月2日，殖民政府正式设立多乐省，管辖班迷属代理座。
1945年八月革命后，多乐省下辖邦美蜀、芃湖、得双、姆德拉、勒县5个县级政区。
1946年5月27日，殖民政府在西原高原成立自治政权南印度支那上游地区，下辖西原5省。
1949年5月30日，南印度支那上游地区政权解散，西原5省并入越南国。
1950年4月15日，越南国国长保大在西原高原成立皇朝疆土，多乐省被纳入其中。
1955年3月11日，越南国首相吴廷琰废除“皇朝疆土”，将多乐省直接纳入中央政府管辖。
1958年7月2日，越南共和国通过356-BNV/HC/NĐ号议定，将多乐省划分为邦美蜀郡、乐善郡（原勒县）、姆德拉郡、得双郡和芃湖郡5郡。
1959年1月23日，南越政府颁布第24/NV号议定，得双郡划归新设立的广德省。此后，姆德拉郡被撤销，东部地区划归庆和省。多乐省仅剩3郡。
1963年12月20日，新设福安郡，并在1965年9月1日改名为顺孝郡。
1975年，越南南方共和国接管政权，将广德省并入多乐省。全省划分为邦美蜀市社和得明县、得农县、克容布县、克容诺县、克容帕县和勒县6县。
1977年8月30日，克容布县析置亚苏县，克容帕县析置姆德拉县。
1980年4月3日，克容布县析置亚赫辽县。
1981年9月19日，邦美蜀市社和克容帕县析置克容阿纳县，克容帕县析置克容崩县。
1984年1月23日，亚苏县析置格姆阿县。
1986年2月22日，得农县析置得热勒县。
1986年9月13日，克容帕县和姆德拉县析置亚嘎县。
1987年11月9日，克容布县析置克容囊县。
1990年6月19日，邦美蜀市社和得明县析置格桔县。
1995年1月21日，邦美蜀市社改制为邦美蜀市；邦美蜀市3社划归亚苏县管辖，3社划归格桔县管辖，1社划归克容帕县管辖。
1995年10月7日，亚苏县析置奔敦县。
2001年6月21日，得农县和得明县析置得双县。
2003年11月26日，多乐省析置得农省；多乐省仍辖邦美蜀市、亚苏县、奔敦县、格姆阿县、克容布县、亚赫辽县、克容囊县、姆德拉县、亚嘎县、克容帕县、克容崩县、克容阿纳县、勒县1市12县和克容诺县2社、格桔县3社，省莅邦美蜀市。
2004年1月2日，克容诺县2社划归勒县管辖，格桔县3社划归邦美蜀市管辖。
2005年2月28日，邦美蜀市被评定为二级城市。
2007年8月27日，克容阿纳县析置格昆县。
2008年12月23日，克容布县析置芃湖市社。至此，多乐省下辖1市1市社13县。
2010年2月8日，邦美蜀市被评定为一级城市。
2025年7月1日和原富安省合併。

## 行政区划
多乐省下轄1市1市社13縣，省莅邦美蜀市。
- 邦美蜀市（Thành phố Buôn Ma Thuột）
- 芃湖市社（Thị xã Buôn Hồ）
- 奔敦縣（Huyện Buôn Đôn）
- 格昆縣（Huyện Cư Kuin）
- 格姆阿縣（Huyện Cư M'gar）
- 亞赫遼縣（Huyện Ea H'leo）
- 亞嘎縣（Huyện Ea Kar）
- 亞蘇縣（Huyện Ea Súp）
- 克容阿納縣（Huyện Krông Ana）
- 克容崩縣（Huyện Krông Bông）
- 克容布縣（Huyện Krông Búk）
- 克容囊縣（Huyện Krông Năng）
- 克容帕縣（Huyện Krông Pắc）
- 勒縣（Huyện Lắk）
- 姆德拉縣（Huyện M'Drăk）

## 經濟
多乐省以咖啡、水果、橡膠為主。邦美蜀咖啡是多樂省的特產。

## 外部連結
- 多乐省电子信息门户网站 （页面存档备份，存于）（越南文）